# قاعدة بيانات الأفلام الإباحية على الإنترنت
قاعدة بيانات الأفلام الإباحية على الإنترنت (بالإنجليزية: Internet Adult Film Database)‏‏ (IAFD) هي قاعدة بيانات على شبكة الإنترنت مختصة بالمعلومات المتعلقة بأفلام الجنس والممثلين والممثلات في الولايات المتحدة. وهي مماثلة في عملها لقاعدة بيانات الأفلام على الإنترنت، وهي مفتوحة لعامة الجمهور ويمكن البحث فيها.

## وصلات خارجية
- الموقع الرسمي